# Marynowy (przystanek kolejowy)
Marynowy – nieczynny przystanek kolejowy w Marynowach, w powiecie nowodworskim w województwie pomorskim, w Polsce. Dawny budynek poczekalni został zaadaptowany na cele mieszkalne.